# Nash Twin Ignition Six
La Twin Ignition Six è un'autovettura prodotta dalla Nash Motors nel 1930.

## Storia
Sostituì la Advanced Six. Il telaio era disponibile con due passi, 2.997 mm e 3.258 mm.
Il modello aveva installato un motore a sei cilindri in linea a doppia accensione (da cui il nome) da 3.966 cm³ di cilindrata avente un alesaggio di 85,7 mm e una corsa di 114,3 mm, che erogava 74,5 CV di potenza. La frizione era monodisco a secco, mentre il cambio era a tre rapporti. La trazione era posteriore. I freni erano meccanici sulle quattro ruote.
Fu sostituita nel 1931 dalla 880.